# خوان كارينو
خوان كارينو ساندوفال (بالإسبانية: Juan Carreño Sandoval)‏ (14 أغسطس 1909 – 16 ديسمبر 1940) لاعب كرة قدم مكسيكي راحل شارك مع منتخب بلاده في بطولة كأس العالم لكرة القدم 1930 التي أقيمت في الأوروغواي . حسب الاتحاد الدولي لكرة القدم فإن كارينو يعتبر أول لاعب مكسيكي يسجل هدف في البطولة. كان وقتها يلعب في نادي أتلانتي . كما أنه دخل التاريخ أيضا بوصفه أول لاعب مكسيكي يسجل هدف في دورة الألعاب الأولمبية 1928 التي أقيمت في العاصمة الهولندية أمستردام . توفي نتيجة التهاب الزائدة الدودية عن عمر ناهز 31 سنة .

## روابط خارجية
- خوان كارينو على موقع الاتحاد الدولي (مؤرشف)  (الإنجليزية)
- خوان كارينو على موقع قاعدة بيانات كرة القدم.إي يو (الإنجليزية)
- خوان كارينو على موقع ناشيونال فوتبول تيمز (الإنجليزية)
- خوان كارينو على موقع Soccerway.com (الإنجليزية)
- خوان كارينو على موقع عالم كرة القدم.نت (الإنجليزية)
- خوان كارينو على موقع أوليمبيديا (الإنجليزية)